# Ирано-мексиканские отношения
Ирано-мексиканские отношения — двусторонние дипломатические отношения между Ираном и Мексикой.

## История
В 1889 году состоялся первый дипломатический контакт между Персией и Мексикой. В мае 1903 года между странами был подписан Договор о дружбе, который в мае 1928 года был признан иранским правительством недействительным. В 1937 году страны подписали новый Договор о дружбе, а 15 октября 1964 года были установлены официальные дипломатические отношения. В мае 1975 года Мохаммед Реза Пехлеви совершил официальный визит в Мехико, где провёл встречу с президентом Мексики Луисом Эчеверриа. Во время визита шах Ирана и президент Мексики обсудили политическую обстановку на Среднем Востоке, а также договорились укрепить двусторонние отношения между странами и открыть посольства в столицах. В июле 1975 года президент Мексики Луис Эчеверриа с официальным визитом посетил Иран, став первым и единственным мексиканским президентом, посетившим это государство.
8 января 1978 года в Иране вспыхнула революция. Шах Мохаммад Реза Пехлеви и его семья были вынуждены бежать из страны. 1 апреля 1979 года Иран был объявлен исламской республикой. Мохаммад Реза Пехлеви бежал в Египет, затем в Марокко и на Багамские Острова. В июне 1979 года Мексика предоставила шаху и его семье дипломатическое убежище. Опасаясь ответной реакции иранского правительства Мексика закрыла своё посольство в Тегеране. Иран же понизил свое дипломатическое представительство в Мексике до уровня поверенного в делах. В октябре 1979 года Мохаммад Реза Пехлеви покинул Мексику и отправился в Соединённые Штаты Америки для медицинского лечения, а в июле 1980 года скончался в Египте.
В июле 1992 года Мексика вновь открыла своё посольство в Тегеране, а в 1994 году была проведена совместная ирано-мексиканская конференция в Тегеране в целях развития двусторонних отношений. В 2001 году прошла вторая ирано-мексиканская конференция в Мехико. В декабре 2014 года иранская парламентская делегация посетила Мексику, с целью отметить 50 лет с момента установления дипломатических отношений.

## Торговля
В последние годы Иран и Мексика установили тесные политические и экономические отношения, растёт объём двустороннего торгово-экономического сотрудничества. Обе страны стремятся к расширению сотрудничества научном и техническом секторе, а также с сфере нефтяной промышленности. В 2011 году объём товарооборот между странами составил сумму 133 млн долларов США, который в 2014 году упал до 3 млн долларов США. В 2016 году объём торговли между двумя странами составил сумму 9,9 млн долларов США. Мексика является основным торговым партнёром Ирана в Латинской Америке.